# Vresse-sur-Semois
Vresse-sur-Semois ist eine Gemeinde in der Provinz Namur im wallonischen Teil Belgiens.
In Vresse wird neben französisch auch die in Wallonien anerkannte Regionalsprache Champenois gesprochen.

## Geographie
Vresse liegt in den Ardennen an der Semois, einem Fluss, der in zahlreichen Schleifen Richtung Frankreich fließt und dort von rechts in die Maas mündet. Die Entfernung zur Grenze nach Frankreich beträgt wenige Kilometer.
Die Gemeinde besteht aus den Ortsteilen Vresse, Alle, Bagimont, Bohan, Chairière, Laforêt, Membre, Mouzaive, Nafraiture, Orchimont, Pussemange und Sugny. Der Ortsteil Laforêt gehört zu den schönsten Dörfern Walloniens.
Nachbargemeinden sind (von Norden im Uhrzeigersinn): Gedinne und Bièvre und Bouillon in Belgien sowie Fleigneux, Bosseval-et-Briancourt, Donchery, Saint-Menges, Les Hautes-Rivières und Gespunsart in Frankreich.

## Gemeindepartnerschaften
Partnergemeinden von Vresse-sur-Semois sind seit 1992 Middelkerke in der belgischen Provinz West-Flandern und seit 2012 Soultzmatt-Wintzfelden im Elsass (Frankreich).

## Persönlichkeiten
- Urbain Heintz (1918–1950), luxemburgischer Radrennfahrer

## Nachweise
1. ↑  Vivre dans ma Commune – Bulletin communal d'information, Nr. 34, 2016 (PDF 10168 kB)